# Martina Moravcová
Martina Moravcová (n. 16 ianuarie 1976, Piešťany, Trnavský kraj, Slovacia) este o înotătoare slovacă, medaliată olimpică. A participat la 5 ediții ale Jocurilor Olimpice (1992, 1996, 2000, 2004, 2008) în care a câștigat două medalii de argint.